# 李平 (卓球選手)
李平（リ・ピン　Li Ping）は中国の天津出身の卓球選手。

## 経歴
1997年に天津のチームに入り、その後中国代表に入った。2009年の世界卓球では曹臻とのペアで混合ダブルスを優勝した。
2014年に中国代表を引退。2015年からはカタール代表として活動し、リオオリンピックに出場した。
2019年にはTリーグの琉球アスティーダに加入した。
1. ↑  “【卓球・Tリーグ】琉球アスティーダに世界選手権ミックス王者・李平（リ・ピン）選手が加入 | 卓球メディア｜Rallys（ラリーズ）” (2019年4月19日). 2024年12月28日閲覧。